# هندسه نااقلیدسی

رفتار خطوط با عمود مشترک در هر یک از سه نوع هندسه به ترتیب از راست به چپ: بیضوی، اقلیدسی، هذلولی

مقایسه‌ای از هندسه‌های بیضوی، اقلیدسی و هذلولوی در دو بعدی

هندسه‌های نااقلیدسی از مطالعهٔ عمیق‌تر موضوع توازی در هندسهٔ اقلیدسی پیدا شده‌اند. دو نیم‌خط موازی عمود بر پاره خط PQ را در نمودار شماره ۱ در نظر بگیرد. در هندسهٔ اقلیدسی فاصلهٔ (عمودی) بین دو نیم‌خط هنگامی که به سمت راست حرکت می‌کنیم فاصلهٔ P تا Q باقی می‌مانند؛ ولی در اوایل سدهٔ نوزدهم دو هندسهٔ دیگر پیشنهاد شد. یکی هندسهٔ هذلولوی  که در آن فاصلهٔ میان نیم‌خط‌ها افزایش می‌یابد و دیگری هندسهٔ بیضوی که در آن فاصله رفته‌رفته کم می‌شود و سرانجام نیم‌خط‌ها همدیگر را می‌بُرند.
هندسهٔ نااقلیدسی بعدها توسط گاوس و ریمان در قالب هندسهٔ کلّی‌تری بسط داده شدند. همین هندسهٔ کلی‌تر است که در نگرهٔ نسبیت عام اینشتین استفاده شده‌است.
در هندسه نااقلیدوسی مجموعه زوایای داخلی مثلت ۱۸۰درجه نمی‌باشد.
برای مثال اگر ضلع‌های مثلث هذلولوی باشد، مجموعه زوایای داخلی هیچگاه به ۱۸۰ درجه نمی‌رسد و کمتر می‌باشد.
همچنین اگر هندسه بیضوی باشد، هیچگاه ۱۸۰ درجه نمی‌شود؛ بلکه بیشتر می‌باشد.